# Drakbåts-EM för landslag 2000

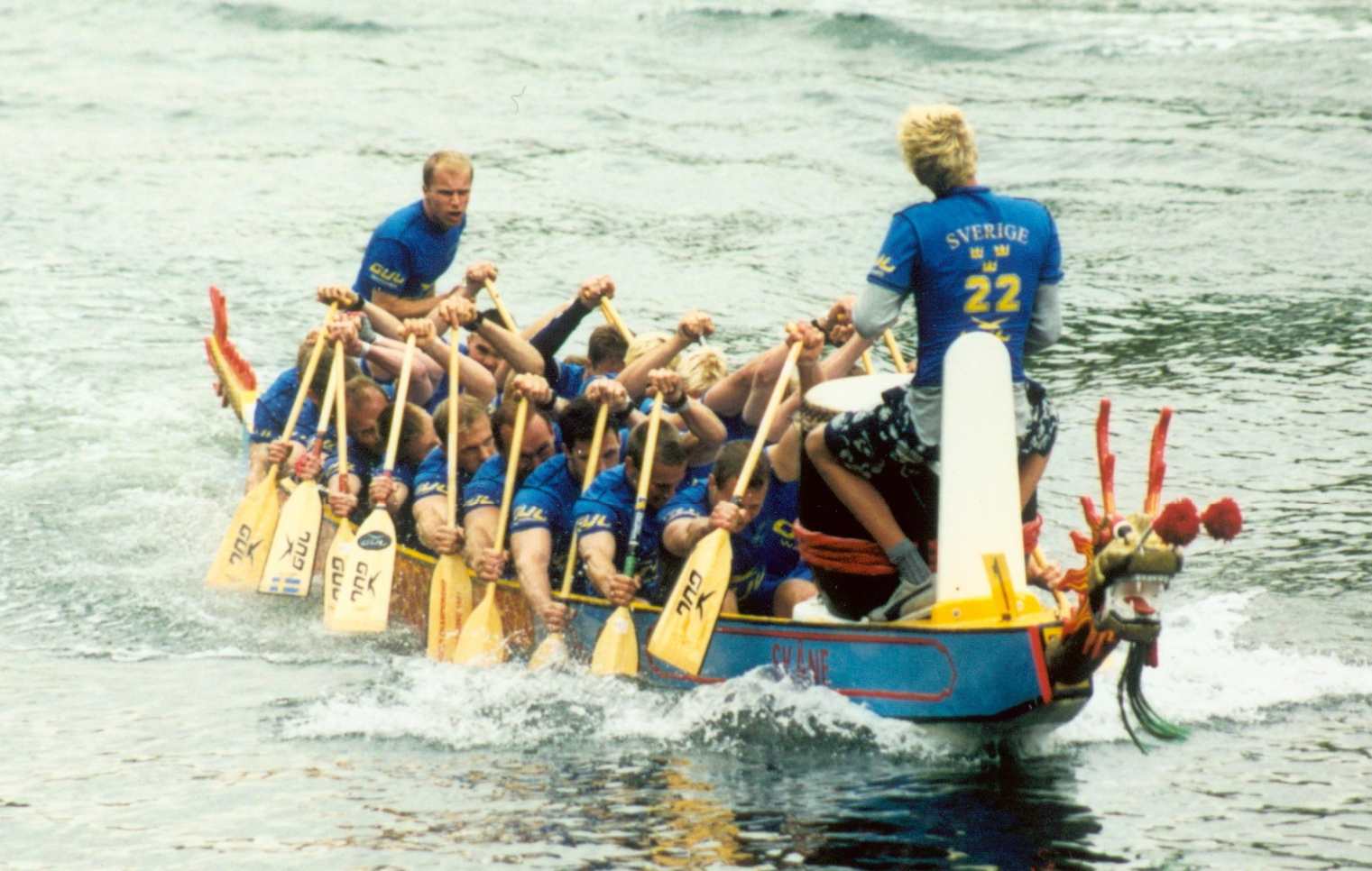
Det svenska drakbåtslandslaget under herrarnas 5 000 meter. Sverige slutade på bronsplats.

Drakbåts-EM för landslag 2000 anordnades av EDBF i Malmö i Sverige den 12–13 augusti. Distanserna var 250 meter, 500 meter och 5 000 meter. Det tävlades i dam-, mixed- och open-klasser.
Det svenska drakbåtslandslaget tog 1 guld, 2 silver och 1 brons på hemmaplan.

## Medaljtabell för premier
| Pl.    | Nation         | Guld | Silver | Brons | Totalt |
| ------ | -------------- | ---- | ------ | ----- | ------ |
| 1      | Tyskland       | 3    | 5      | 0     | 8      |
| 2      | Storbritannien | 3    | 0      | 2     | 5      |
| 3      | Sverige        | 1    | 2      | 1     | 4      |
| 4      | Italien        | 1    | 0      | 2     | 3      |
| 5      | Ryssland       | 1    | 0      | 1     | 2      |
| 6      | Danmark        | 0    | 2      | 2     | 4      |
| 7      | Polen          | 0    | 0      | 1     | 1      |
| NP     | Nederländerna  | 0    | 0      | 0     | 0      |
| NP     | Norge          | 0    | 0      | 0     | 0      |
| Totalt | Totalt         | 9    | 9      | 9     | 27     |

## Medaljsammanfattning

### Premier
| Klass                  | Guld           | Silver   | Brons          |
| 250m, premier herrar   | Storbritannien | Tyskland | Ryssland       |
| 500m, premier herrar   | Tyskland       | Danmark  | Polen          |
| 5 000m, premier herrar | Ryssland       | Danmark  | Sverige        |
| 250m, premier damer    | Tyskland       | Sverige  | Storbritannien |
| 500m, premier damer    | Sverige        | Tyskland | Storbritannien |
| 5 000m, premier damer  | Tyskland       | Sverige  | Danmark        |
| 250m, premier mixed    | Storbritannien | Tyskland | Italien        |
| 500m, premier mixed    | Storbritannien | Tyskland | Italien        |
| 5 000m, premier mixed  | Italien        | Tyskland | Danmark        |